# Alvaro Fantozzi
Alvaro Fantozzi (Pontedera, 16 novembre 1893 – Castel del Bosco, 2 aprile 1922) è stato un antifascista italiano.

## Biografia
Nato da Filippo Fantozzi e da Isola Orsini, di professione pastaio, inizia a militare nelle file socialiste in età molto giovane.  
Nel 1920 si tengono a Pontedera le elezioni amministrative per il rinnovo del Consiglio Comunale. I socialisti ottengono il 78% dei voti; Alvaro Fantozzi entra a far parte del Consiglio Comunale. Assume la carica di vicesindaco e assessore delegato alla cultura e all'assistenza sociale, oltre a ricoprire la carica di Segretario della Camera del lavoro della Valdera, ruolo che rende Fantozzi una figura importante a cui guardare per le iniziative volte a dare prospettive di occupazione in un paese che, fra i numerosi problemi, ha anche quello del reinserimento del mondo del lavoro dei reduci di guerra.   
Dotato di spiccate capacità organizzative, riesce a istituire in poco tempo 33 leghe con oltre 4000 iscritti. Nei due anni di direzione del Fantozzi la Camera del Lavoro appoggia gli scioperi dei metallurgici di Pontedera e organizza un convegno a cui prendono parte, oltre a Pontedera, anche Ponsacco e Palaia. Nel 1921  l'opposizione fascista comincia a colpire duramente le leghe operaie, e le Camere del lavoro, i Circoli anarchici socialisti e comunisti. La figura di Fantozzi diventa sempre più importante, in quanto è un instancabile organizzatore di comizi in tutta la Valdera (raggiunge le varie località anche viaggiando di notte col calesse).  
La mattina del 2 aprile 1922 Fantozzi noleggia un calesse per recarsi a Marti di Palaia per un comizio. Arrivato a Castel del Bosco in compagnia di un vetturino, gli si parano davanti tre individui che gli chiedono se lui fosse Alvaro Fantozzi. Alla risposta affermativa, gli sparano numerosi colpi di arma da fuoco, che colpiscono a morte Fantozzi.
Il fatto fece grande scalpore in tutta la Valdera e non solo. A Pontedera, durante la seduta consigliare del 18 aprile dello stesso anno, l'Amministrazione decise di intitolare una strada a questo concittadino che aveva dato la sua vita per la libertà e la giustizia sociale. L'on. Giuseppe Mingrino (PCI) presentò pochi giorni dopo l'omicidio una interrogazione parlamentare. 
Il processo non venne mai celebrato durante il ventennio e alcune persone fermate durante le indagini vennero successivamente liberate. 

### Documentazione
Su Alvaro Fantozzi esiste un fascicolo presso l'Archivio Centrale dello Stato, nel fondo del Casellario Politico Centrale.
A Fantozzi sono dedicate, oltre alla via a Pontedera, una targa sulla casa del Popolo di Marti, una lapide sulla facciata esterna del Palazzo comunale, una stele funebre sul luogo dell'omicidio e una piazza nel centro di Marti (oggi frazione di Montopoli in Val d'Arno) e la sezione ANPI della CGIL di Pisa